# Publiczna Szkoła Podstawowa im. Jana Pawła II w Żywocicach
Publiczna Szkoła Podstawowa im. Jana Pawła II w Żywocicach – szkoła podstawowa w Żywocicach, założona w XIX wieku. Została przebudowana w 1977 roku. Obecnie dyrektorem szkoły jest Joanna Jeż. W szkole edukuje się 128 uczniów.

## Historia
Pierwsze wzmianki o szkolnictwie w Żywocicach pochodzą z XIX wieku. Pierwsza szkoła mieściła się przy ul. Kozielskiej w prywatnej posesji. Kupiony na licytacji budynek przeznaczono na szkołę. Od 1840 roku nauczycielem był Joseph Wanke. W latach następnych nauka przeniesiona została do wybudowanego w 1853 roku budynku szkolnego, w którym znajdowały się cztery klasy.
Na początku XX wieku do szkoły chodziły także dzieci ze wsi Pietna. Wobec coraz większej liczby uczniów, w roku 1914 budynek szkolny przebudowano. W czasie przebudowy nauka odbywała się w domu przy obecnej ul. Łąkowej. Do zakończenia II Wojny Światowej szkoła w Żywocicach była szkołą niemiecką. Po wojnie powołano na jej miejsce polską Szkołę Powszechną, do której w 1962 roku uczęszczały także dzieci z Ligoty Krapkowickiej.
W roku 1968 rozpoczęto w Żywocicach budowę nowego budynku szkolnego. Jego otwarcie miało miejsce 28 września 1969 roku. Uchwałą Rady Pedagogicznej i Kuratorium Okręgu Szkolnego w Opolu, zatwierdzono nadanie szkole imienia wietnamskiego bohatera – Hồ Chí Minha. W roku 1979, w Szkole Podstawowej im Hồ Chí Minha w Żywocicach rozpoczęły naukę dzieci z kolejnej miejscowości – Żużela.
W roku 1990 szkoła przestała nosić imię patrona, pozostając Szkołą Podstawową w Żywocicach. Po reformie administracyjnej kraju w 1999 roku placówka przyjęła nazwę Publicznej Szkoły Podstawowej w Żywocicach. W tym samym roku szkoła rozpoczęła starania o nadanie jej imienia nowego patrona – Jana Pawła II. Uchwałą Rady Miejskiej w Krapkowicach z dnia 26 lutego 2002 roku, szkole nadano imię Jana Pawła II. Uroczystość nadania szkole patrona odbyła się 17. października 2002 roku.
W miesiącach luty – listopad 2009 roku realizowano projekt POKL działanie 9.5. Oddolne inicjatywy edukacyjne na obszarach wiejskich – „Swoje poznajcie”.
W roku szkolnym 2010 – 2012 szkoła realizowała projekt POKL „Indywidualizacja procesu nauczania i wychowania uczniów klas I-III szkoły podstawowej” w ramach Priorytetu IX Rozwój wykształcenia i kompetencji w regionach, Działanie 9.1.2. Wyrównywanie szans edukacyjnych uczniów z grup o utrudnionym dostępie do edukacji oraz zmniejszenie różnic w jakości usług edukacyjnych.

## Nauczanie
Jest to szkoła ośmioletnia. Czynna w godzinach od 7.00 do 18.00, a sekretariat od 8.00 do 16.00. Uczniowie uczą się języków niemieckiego i angielskiego. W szkole prowadzone są zajęcia dydaktyczne, logopedyczne oraz dydaktyczno-wyrównawcze. Znajdują się kółka zainteresowań: zespół artystyczny Do-Re-Mi, rękodzielnicze, teatralne, języka polskiego, języka angielskiego, języka niemieckiego, plastyczne oraz SKS. Możliwe jest zorganizowanie zajęć pozalekcyjnych prowadzonych na życzenie rodziców i opłacanych przez nich. W szkole uczniom należącym do mniejszości narodowych i grup etnicznych umożliwia się podtrzymanie i rozwijanie poczucia tożsamości narodowej, etnicznej, językowej i religijnej oraz własnej historii i kultury poprzez: naukę języka mniejszości narodowej, naukę historii, geografii i kultury kraju pochodzenia mniejszości narodowej, prowadzenia zajęć artystycznych lub innych dodatkowych zajęć. W szkole znajdują się organizacje: Liga Ochrony Przyrody oraz Szkolna Kasa Oszczędności. Na terenie szkoły realizowane są programy edukacyjne i profilaktyczne: Szkolny program profilaktyczny owoce w szkole oraz szklanka mleka. Realizuje się edukację zdrowotną: nie pal przy mnie, proszę; czas przemian; radosny uśmiech - Radosna przyszłość; trzymaj formę; Hiv / Aids. Na terenie szkoły realizowano program „Razem, nie osobno do wiedzy i umiejętności” w ramach Rządowego programu wyrównywania szans edukacyjnych dzieci i młodzieży w 2008 roku. W latach 2013–2015 szkoła przystępuje do projektu „Fascynujący świat nauki i technologii” współfinansowany przez Unię Europejską w ramach Europejskiego Funduszu Społecznego.

## Wyposażenie
Na parterze znajdują się dwie sale lekcyjne, biblioteka gminna, świetlica ze stołówką, gabinet dyrektora, sekretariat oraz zastępcza sala gimnastyczna i skład sprzętu sportowego. Na piętrze znajduje się pięć sal lekcyjnych, pracownia komputerowa, biblioteka szkolna, pokój nauczycielski i gabinet lekarski. Sanitariaty i szatnie znajdują się na obu kondygnacjach. Na terenie działki przyszkolnej znajduje się plac przed wejściowy, podwórze gospodarcze, plac rekreacyjny, ogródki szkolne oraz zespół urządzeń sportowych – boisko do siatkówki, asfaltowe boisko do piłki ręcznej, skocznia uniwersalna i bieżnia. Szkoła posiada ogólnodostępną halę sportową. Wzdłuż granic działki i między jej częściami znajdują się klomby roślinne.

## Kadra
Zatrudnionych jest 14 nauczycieli: 6 na pełny etat oraz 8 w niepełnym wymiarze. Dyrektorem szkoły jest Joanna Jeż, zastępcą dyrektora jest Ilona Makowiec. Nauczyciele posiadają pełne kwalifikacje pedagogiczne, w tym 8 ma kwalifikacje do nauczania drugiego przedmiotu.